# Buenos Aires (canton)
Pour les articles homonymes, voir Buenos Aires (homonymie).
Buenos Aires est un canton (deuxième échelon administratif) costaricien de la province de Puntarenas au Costa Rica.